# Trochoida
Trochoida (gr. trochós – koło, eídos – kształt) – krzywa płaska zakreślona przez dowolnie obrany punkt {\displaystyle P} stale związany z kołem {\displaystyle O} toczącym się wzdłuż wewnętrznej lub zewnętrznej strony stałego (nie poruszającego się) okręgu bez poślizgu. Termin został wprowadzony do matematyki przez Gilles’a de Robervala.
Jeśli punkt {\displaystyle P} pokrywa się ze środkiem toczącego się koła, wówczas poruszając się zakreśla okrąg. W pozostałych przypadkach tor ruchu {\displaystyle P} to krzywa (trochoida).

## Charakterystyka trochoid
Wyróżnia się 6 typów trochoid, a ich nazwa zależy od dwóch czynników:
1. Odległość punktu {\displaystyle P} od środka toczącego się koła ({\displaystyle h>r,} {\displaystyle h=r,} {\displaystyle h<r})
2. Wzajemne położenie koła poruszającego się i koła stałego na płaszczyźnie. Istnieją dwie możliwości:
  1. jeśli toczące się koło znajduje się wewnątrz koła stałego, wówczas nazwy trochoid rozpoczynają się przedrostkiem hipo- (gr. hypó – pod, poniżej),
  2. jeśli porusza się ono wzdłuż zewnętrznej strony koła stałego, nazwy mają przedrostek epi- (gr. epí – na, do).

### Hipocykloida

Asteroida – szczególny przypadek hipocykloidy, taki że R/r = 4

Cechy charakterystyczne:
- punkt {\displaystyle P} leży na obwodzie koła {\displaystyle O} {\displaystyle (h=r),}
- hoło {\displaystyle O} toczy się wzdłuż wewnętrznej strony koła stałego,
- hipocykloida opisywana jest równaniami parametrycznymi:

{\displaystyle x=(R-r)\cos(t)+r\cos \left({\frac {R-r}{r}}\,t\right)}
{\displaystyle y=(R-r)\sin(t)-r\sin \left({\frac {R-r}{r}}\,t\right).}

### Hipotrochoida
Wspólna nazwa hipocykloidy skróconej i hipocykloidy wydłużonej.
Uwaganiektóre źródła uznają pojęcie hipotrochoida za synonim hipocykloidy skróconej.

#### Hipocykloida skrócona
Cechy charakterystyczne:
- punkt {\displaystyle P} leży wewnątrz koła {\displaystyle O} na jego promieniu {\displaystyle (h<r),}
- koło {\displaystyle O} toczy się wzdłuż wewnętrznej strony koła stałego,
- hipotrochoidę najłatwiej opisać równaniami parametrycznymi:

{\displaystyle x=(R-r)\cos(t)+h\cos \left({\frac {R-r}{r}}\,t\right)}
{\displaystyle y=(R-r)\sin(t)-h\sin \left({\frac {R-r}{r}}\,t\right).}

#### Hipocykloida wydłużona

Hipocykloida wydłużona

Cechy charakterystyczne:
- punkt {\displaystyle P} leży na zewnątrz koła {\displaystyle O} {\displaystyle (h>r),}
- koło {\displaystyle O} toczy się wzdłuż wewnętrznej strony koła stałego,
- hipocykloidę wydłużoną opisuje się tymi samymi równaniami parametrycznymi, co hipotrochoidę:

{\displaystyle x=(R-r)\cos(t)+h\cos \left({\frac {R-r}{r}}\,t\right)}
{\displaystyle y=(R-r)\sin(t)-h\sin \left({\frac {R-r}{r}}\,t\right).}

### Epicykloida

Epicykloida dla R = 3, r = h = 1

Cechy charakterystyczne:
- punkt {\displaystyle P} leży na obwodzie koła {\displaystyle O} {\displaystyle (h=r),}
- koło {\displaystyle O} toczy się wzdłuż zewnętrznej strony koła stałego,
- epicykloidę opisuje się równaniami parametrycznymi:

{\displaystyle x=(R+r)\cos(t)-r\cos \left({\frac {R+r}{r}}\,t\right)}
{\displaystyle y=(R+r)\sin(t)-r\sin \left({\frac {R+r}{r}}\,t\right).}

### Epitrochoida
Wspólna nazwa epicykloidy skróconej i epicykloidy wydłużonej.
Uwaganiektóre źródła uznają pojęcie epitrochoida za synonim epicykloidy skróconej.

#### Epicykloida skrócona

Epicykloida skrócona dla R = 3, r = 1 oraz h = 1/2

Cechy charakterystyczne:
- punkt {\displaystyle P} leży wewnątrz koła {\displaystyle O} na jego promieniu {\displaystyle (h<r),}
- koło {\displaystyle O} toczy się wzdłuż zewnętrznej strony koła stałego,
- epicykloidę skróconą opisuje się równaniami parametrycznymi:

{\displaystyle x=(R+r)\cos(t)-h\cos \left({\frac {R+r}{r}}\,t\right),}
{\displaystyle y=(R+r)\sin(t)-h\sin \left({\frac {R+r}{r}}\,t\right).}

#### Epicykloida wydłużona
- punkt {\displaystyle P} leży na zewnątrz koła {\displaystyle O} {\displaystyle (h>r),}
- koło {\displaystyle O} toczy się wzdłuż zewnętrznej strony koła stałego,
- epicykloidę wydłużoną opisuje się równaniami:

{\displaystyle x=(R+r)\cos(t)-h\cos \left({\frac {R+r}{r}}\,t\right)}
{\displaystyle y=(R+r)\sin(t)-h\sin \left({\frac {R+r}{r}}\,t\right).}

### Krzywa otwarta
- Jeżeli stosunek {\displaystyle {\tfrac {R}{r}}} jest liczbą niewymierną, wykreśloną przez punkt {\displaystyle P,} krzywą nazywamy krzywą otwartą.